# Viviers-lès-Montagnes
Viviers-lès-Montagnes település Franciaországban, Tarn megyében. Lakosainak száma 1992 fő (2022. január 1.). Viviers-lès-Montagnes Cambounet-sur-le-Sor, Navès, Saint-Affrique-les-Montagnes, Saïx, Soual és Verdalle községekkel határos.

## Népesség
A település népessége az elmúlt években az alábbi módon változott:
| Lakosok száma | 1931 | 1922 | 1963 | 1930 | 1959 | 1968 | 1976 | 1984 | 1992 |
|               | 2013 | 2015 | 2016 | 2017 | 2018 | 2019 | 2020 | 2021 | 2022 |